# Severské muzeum
Severské muzeum, švédsky Nordiska museet, je muzeum ve švédském hlavním městě Stockholmu, na ostrově Djurgården. Je věnováno švédské kulturní historii a etnografii, pokrývá období od roku 1520 do současnosti. Zakladatelem a prvním ředitelem byl švédský folklorista Artur Hazelius, který založil i známé muzeum v přírodě Skansen, jež bylo dlouho součástí Severského muzea, avšak v roce 1963 se osamostatnilo. Původně neslo muzeum název Skandinávská etnografická sbírka (Skandinavisk-etnografiska samlingen), od roku 1880 nese název Severské muzeum (nejprve Nordiska Museum, později Nordiska museet). Hazelius kladl zpočátku důraz zejména na venkovskou lidovou kulturu, jeho nástupci pak přidali i zájem o městskou kulturu. Muzeum vzniklo ze soukromých peněz, neboť Hazelius nezískal podporu vlády, v niž doufal, nicméně roku 1898 první příspěvky uvolnil i Riksdag, švédský parlament.
Muzeum v současnosti schraňuje přes 1,5 milionu předmětů, 6 milionů fotografií a 250 000 knih, spravuje i několik ukázkových zemědělských usedlostí nebo zámeček Tyresö kousek za Stockholmem. Významnou je i budova muzea vystavěná v novorenesančním slohu. Dokončena byla roku 1907 a architektem byl Isak Gustaf Clason. Výstavba se značně vlekla, trvala 19 let a nakonec nebyla ani dokončena plně podle Clasonových původních plánů. Monumentální hlavní sál je dlouhý 126 metrů.

## Galerie

A glass bowl
High-heeled shoes
Customers
A determined skier